# 18-m-Streckenboot
Die 18-m-Streckenboote sind eine Baureihe von Polizeibooten der Fassmer-Werft in Berne, von der zwei Einheiten für die Polizei in Schleswig-Holstein gebaut wurden.

## Geschichte
Der Auftrag zum Bau der beiden Boote wurde im März 2006 vom Innenministerium des Landes Schleswig-Holstein nach einer europaweiten Ausschreibung an die Fassmer-Werft in Berne/Motzen erteilt. Die Boote wurden 2006/2007 für jeweils 1,8 Mio. Euro gebaut und Ende Mai bzw. Anfang August 2007 fertiggestellt.
Die Boote wurden am 9. August 2007 in Berne getauft und vom Staatssekretär im schleswig-holsteinischen Innenministerium Ulrich Lorenz in Dienst gestellt. Anschließend wurden die Boote auf eigenem Kiel in die Ostsee überführt. Sie ersetzten dort ältere Einheiten. Die Glücksburg ist dem Wasserschutzpolizeirevier Flensburg, die Greif dem Wasserschutzpolizeirevier Lübeck-Travemünde unterstellt. Die Boote mit Heimathafen Kiel sind in Flensburg bzw. Travemünde stationiert und werden überwiegend in der Flensburger Förde bzw. der Lübecker Bucht und im Bereich der Seeschifffahrtsstraße Trave eingesetzt. Die Boote stehen auch der Küstenwache des Bundes zur Verfügung.

## Technische Daten und Ausstattung
Die Boote werden von zwei Sechszylinder-Viertakt-Dieselmotoren des Herstellers MAN Truck & Bus (Typ: D 2876 LE 404) mit jeweils 463 kW Leistung angetrieben. Die Motoren wirken über Untersetzungsgetriebe auf zwei Festpropeller.
Für die Stromversorgung steht ein Dieselgenerator mit 20 kVA Scheinleistung zur Verfügung. Die Boote sind mit einem Bugstrahlruder mit 10 kW Leistung ausgestattet. Die Reichweite der Boote beträgt bei einer Geschwindigkeit von 12 kn 700 Seemeilen.
Die Boote verfügen über zwei Decks mit einem geschlossenen Steuerstand. Unter Deck befinden sich der Abfertigungsbereich, ein Pantrybereich sowie zwei Schlaf- und Ruheräume für bis zu vier Personen und ein Nassraum mit WC, Waschbecken und separater Dusche, so dass auch mehrtägige Einsätze möglich sind.
Im Achterdecksbereich wird ein Schlauchboot mitgeführt, welches mit dem bordeigenen Teleskopkran ausgesetzt und an Bord zurückgeholt werden kann.

## Boote
| 18-m-Streckenboot | 18-m-Streckenboot | 18-m-Streckenboot                                 | 18-m-Streckenboot |
| Schiffsname       | Baunummer         | Kiellegung / Stapellauf / Fertigstellung          | Bemerkungen       |
| ----------------- | ----------------- | ------------------------------------------------- | ----------------- |
| Glücksburg        | 2080              | 29. September 2006 / 21. Mai 2007 30. Mai 2007    |                   |
| Greif             | 2081              | 18. Dezember 2006 / 9. Juli 2007 / 6. August 2007 |                   |